# Polémique autour des propos de John Lennon sur Jésus-Christ
Vous lisez un « article de qualité » labellisé en 2011.

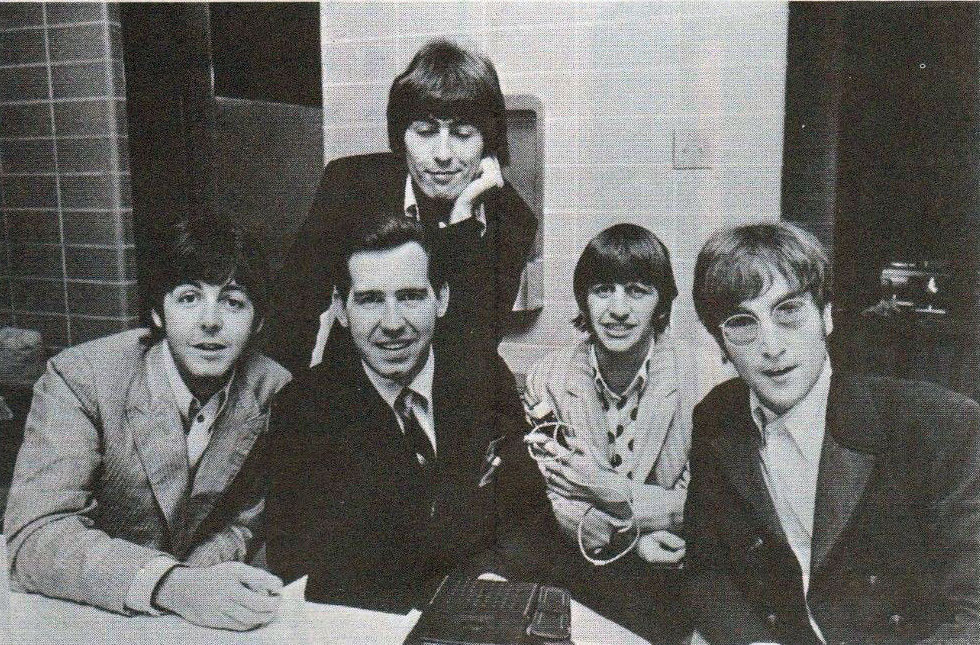
Les Beatles en compagnie du disc jockey Jimmy Staggs à la station de radio WCFL de Chicago au moment de la polémique en août 1966.

Une polémique touche les Beatles en 1966, lorsque des propos de John Lennon sont diffusés aux États-Unis, puis dans la presse internationale. Lennon y évoque ses positions sur l'évolution du christianisme, expliquant que la religion dans les années 1960, et plus particulièrement au Royaume-Uni, n'a plus la même importance dans la vie des gens qu'auparavant, notant au passage : « Aujourd'hui, nous sommes plus populaires que Jésus. »
Ces propos, adressés initialement par Lennon à une journaliste intime de l'artiste, Maureen Cleave, et publiés dans l'Evening Standard du 4 mars 1966 — dans un article titré « Comment vit un Beatle ? » — vont provoquer une polémique importante : aux États-Unis, particulièrement dans les États du Sud plus conservateurs, les disques du groupe sont brûlés en public par des foules d'anciens fans. Dans de nombreux pays à forte communauté chrétienne, comme le Mexique et l'Afrique du Sud, les chansons des Beatles sont interdites de diffusion radiophonique. À l'approche d'une tournée aux États-Unis, des menaces d'assassinat sont adressées à Lennon et au groupe en général, notamment de la part du Ku Klux Klan.
À la demande du manager, Brian Epstein, John Lennon effectue une mise au point et replace ces propos dans leur contexte lors d'une conférence de presse tenue à Chicago, sans que les tensions ne s'apaisent pour autant. Finalement, cette polémique devient un argument pour pousser les Beatles à interrompre définitivement leurs tournées cet été-là.
John Lennon revient à plusieurs reprises sur cette malencontreuse histoire, souvent à mots voilés : il fait ainsi mention du Christ dans plusieurs de ses chansons, comme The Ballad of John and Yoko et God. Cette phrase est aussi un des motifs supposés de l'assassinat du musicien par Mark David Chapman en 1980. Quarante-et-un ans après, le journal officiel du Vatican, L'Osservatore Romano, considère avec indulgence ces propos.

## Interview de Maureen Cleave

### Une journaliste de confiance
Maureen Cleave est une journaliste très proche des Beatles, et particulièrement de John Lennon. Née en 1934, elle inspire à John Lennon un fort sentiment de confiance. Maureen Cleave devient l'un des rares représentants de la presse à qui Lennon se confie réellement. D'après le biographe Bob Spitz et son ami d'enfance Pete Shotton, ils auraient même eu une liaison, qui lui aurait inspiré la chanson Norwegian Wood (This Bird Has Flown) publiée en 1965 sur l'album Rubber Soul,. Le biographe Philip Norman certifie pour sa part qu'il s'agit d'une autre femme, l'épouse du photographe Robert Freeman, Cleave ayant déclaré que Lennon ne l'avait jamais draguée.
Paul McCartney explique leur relation avec Maureen Cleave de la manière suivante : « John la connaissait très bien. On se sentait attirés par tout journaliste un peu supérieur à la moyenne, parce qu'on pouvait lui parler. On estimait qu'on n'était pas d'imbéciles rock-stars. On s'intéressait à d'autres choses et on était considérés comme les porte-parole de la jeunesse. »
Pour son journal, l'Evening Standard de Londres, Maureen Cleave décide de montrer le fondateur des Beatles dans son intimité, avec son épouse Cynthia et son fils Julian, alors âgé de 3 ans, dans leur maison de la verdoyante grande banlieue londonienne, à Weybridge, Surrey.  L'ambiance dans laquelle se déroule l'interview est particulièrement détendue. Lennon accueille la journaliste en lui demandant : « Quel jour sommes-nous ? »
Au premier trimestre 1966, au moment où est réalisée cette interview, les Fab Four vivent une période exceptionnellement longue de repos, sans engagement, concert ou session d'enregistrement, leur toute première depuis les débuts de la Beatlemania. John Lennon explique d'ailleurs à son amie journaliste : « Avant ça, nous n'avons jamais eu le temps de faire autre chose qu'être les Beatles. »

### «Comment vit un Beatle?»
L'article publié le 4 mars 1966 ne met pas en exergue les propos qui vont déclencher la polémique et qui, sous la forme d'un simple paragraphe au milieu d'un long texte, sont les suivants : « Le christianisme s'en ira. Il disparaîtra et décroîtra. Je ne veux pas discuter de cela. J'ai raison et l'avenir le prouvera. Aujourd'hui, nous sommes plus populaires que Jésus. Je ne sais pas ce qui disparaîtra en premier, le rock 'n' roll ou le christianisme. Jésus était un type bien, mais ses disciples étaient bêtes et ordinaires. Ils ont tout déformé et tout décrédibilisé à mes yeux. »
À ce propos, Paul McCartney note encore : « Maureen a abordé la question de la religion avec John et il a dit quelque chose qu'on pensait tous sincèrement : que l'Église anglicane était depuis des années sur le déclin. Elle-même se plaignait du manque de fidèles. Maureen était intéressante et on lui parlait librement. On avait tous fait une interview « de fond » avec elle. Dans celle-là, il se trouve que John a parlé de religion parce que, même si nous n'étions pas croyants, c'était quelque chose qui nous intéressait. »
Cet article de Maureen Cleave est intitulé « Comment vit un Beatle ? — John Lennon vit comme cela » et sur-titré, en lettres majuscules, « Sur une colline dans le Surrey, un jeune homme célèbre, riche, et dans l'attente de quelque chose ». Il décrit une star de 25 ans qui s'intéresse à tout, qui cherche encore sa voie, qui n'a trouvé aucune réponse dans la célébrité et la richesse, mais les appréciant toutefois. Entouré de toutes sortes de gadgets dont il sait à peine se servir, il est présenté comme un lecteur boulimique, capable de « dormir indéfiniment », car il est « probablement la personne la plus paresseuse d'Angleterre ». Cette phrase est suivie d'une réponse lennonienne : « Physiquement paresseux. Je n'ai pas vraiment besoin d'écrire, de lire, de parler ou de regarder quoi que ce soit, et le sexe est la seule activité physique qui m'intéresse encore. » C'est d'ailleurs à cette époque que Lennon compose I'm Only Sleeping, une chanson célébrant les joies du sommeil et de la paresse.
L'encadré en caractères gras, sur une pleine colonne de l'article, met en exergue une citation de Lennon sans rapport avec ses paroles sur Jésus : « Ils me disent sans arrêt que tout va bien en ce qui concerne l'argent, mais je pense que je pourrais avoir tout dépensé d'ici mes 40 ans, alors je continue ». L'article que découvrent les lecteurs du périodique londonien n'est donc pas axé sur la réflexion de Lennon à propos de la popularité comparée de son groupe et du Christ. Maureen Cleave souligne que Lennon « lit énormément d'ouvrages sur la religion » et décrit les objets fétiches qu'il lui présente : « Un énorme crucifix catholique romain d'autel avec IHS écrit dessus, une paire de béquilles offerte par George, une imposante Bible qu'il a achetée à Chester et son costume de gorille. »
L'article se conclut sur ces ultimes paroles de John Lennon : « Voyez-vous, il y a autre chose que je vais faire, que je dois faire, mais je ne sais pas ce que c'est. C'est la raison pour laquelle je peins, j'enregistre, j'écris, je dessine, car ce sera peut-être une de ces choses. »

## Éclatement de la polémique

### Naissance des protestations
Dans l'Angleterre de 1966, les propos de Lennon ne choquent pas. L'Église anglicane est alors la cible de nombreux polémistes ou humoristes, comme Peter Sellers, au point que la phrase du Beatle en devient presque banale, ce qui explique qu'elle ne soit pas mise en exergue. L'article est même revendu à diverses publications — dont le New York Times — sans que nul ne proteste.
Il faut attendre le mois d'août pour que la situation s'envenime, comme le rapporte Neil Aspinall : « L'article de Maureen Cleave a d'abord été publié dans l'Evening Standard en mars, mais il sort en Amérique juste avant la tournée d'août de la même année. La réflexion de John à propos des Beatles plus célèbres que Jésus fait le gros titre d'un magazine pour adolescents intitulé Datebook. » C'est Danny Fields (en), un des éditeurs et plus tard imprésario des Ramones, qui fut l'instigateur, sans le vouloir, de cette polémique lorsqu'il publie des extraits d'interviews dans ce magazine et place deux phrases choc sur la couverture. Dans une Amérique très conservatrice et marquée par la crainte de Dieu, la réaction ne se fait pas attendre.
Quelques heures après la publication de l'article, Tommy Charles, animateur et polémiste de la station radio WAQY à Birmingham en Alabama affirme, sans l'aval de Frank Lewis, son directeur de la programmation, que la station cesse de jouer les chansons du groupe. Un journaliste de l'Associated Press écrit un article au sujet de ce boycott et la nouvelle se répand comme une traînée de poudre. Un grand nombre de stations suit son exemple dans des États où la prégnance d'une vision religieuse de la société est particulièrement marquée, notamment le Kentucky, l'Ohio, la Géorgie, la Caroline du Sud ou encore l'Utah.
Les propos de John Lennon sont rapidement déformés et sortis de leur contexte. Ainsi, de ce « more popular than Jesus » prononcé dans un article où Lennon fustige plus ce qu'on a fait de la religion que la religion elle-même, et en aucun cas le Christ, la citation devient notamment « bigger than Jesus » (« plus grands que Jésus »). Certaines radios se démarquent cependant par une réaction inverse : aucune des radios de New York ne se joint au mouvement, et une station de Fort Knox qui n'avait jamais passé une seule chanson du groupe le fait pour « afficher son mépris envers l'hypocrisie incarnée ».
Ce ne sont pas là les réactions les plus flagrantes : en Alabama, des disques du groupe sont brûlés dans un grand autodafé, tandis que l'Afrique du Sud et le Mexique interdisent la vente de disques des Beatles. Les manifestations prennent de l'ampleur, donnant lieu à l'apparition de panneaux invitant à « déposer les ordures ici » pour un « bûcher de Beatles », ou encore de pancartes clamant : « Jésus est mort pour toi John Lennon ! » Le brasier s'étend en Espagne, aux Pays-Bas et même au Royaume-Uni où des propos jusque-là passés inaperçus font désormais réagir les foules. L'organe officiel du Vatican, L'Osservatore Romano, rétorque pour sa part que « certaines choses ne doivent pas être profanées, même dans le monde des beatniks ».

### Un contexte difficile pour le groupe
Cette polémique survient à une période particulièrement tendue pour les Beatles, qui ont déjà eu à affronter des menaces de mort au début de l'été lors de leur tournée.
Au Japon, fin juin, leurs concerts au Nippon Budōkan ne sont pas du goût de tout le monde, comme le rappelle George Harrison : « Au Japon, il y avait des grèves étudiantes, plus des gens qui manifestaient parce que le Budokan (où on devait jouer) était censé être un lieu spirituel réservé aux arts martiaux. Au Budokan, on n'acceptait que la violence et la spiritualité, pas la musique pop. » Les Beatles, qui reçoivent les premières menaces de mort jamais proférées envers des artistes de rock, sont consignés dans leur hôtel par sécurité, et jouent devant autant, sinon plus, de policiers aux aguets que de spectateurs forcés à un calme relatif.
L'étape suivante de la tournée aux Philippines n'est pas plus tranquille. Les Beatles doivent se produire à Manille et sont invités à un déjeuner au palais de Malacañan par Imelda Marcos, épouse du dictateur Ferdinand Marcos. Pensant qu'il s'agit là d'une rencontre privée, ils refusent, épuisés. Ils découvrent ensuite qu'il s'agissait d'un déjeuner de bienfaisance donné pour quatre cents enfants de hauts gradés de l'armée. Les images des enfants déçus font le tour du pays, attirant l'opprobre sur le groupe. Après leurs concerts, ils sont insultés et molestés sur le chemin qui les mène à l'aéroport et leur manager Brian Epstein doit débarquer de l'avion pour rembourser l'intégralité des sommes récoltées aux Philippines.
Un George Harrison choqué raconte, quelque vingt ans plus tard : « Tout le pays nous est tombé dessus. Les gens hurlaient et braillaient tandis que nous essayions d'atteindre l'aéroport. […] Les officiels et la police essayaient de nous taper dessus, nous insultaient et brandissaient le poing. » Pourtant, aucun des Beatles n'avait voulu faire passer un message politique par ce geste, dont ils ont compris la portée par la suite, comme le raconte Paul McCartney : « Le bon côté de la chose, quand nous avons découvert ce que Marcos et Imelda avaient fait du peuple et l'arnaque qu'avait probablement été toute l'affaire, c'est que nous avons été contents d'avoir fait ce que nous avions fait. Super ! Nous devons être les seules personnes qui ont jamais osé snober Marcos. Mais nous n'avons compris ce que nous avions fait, politiquement, que des années plus tard. »
Ce sont donc des Beatles particulièrement troublés qui doivent affronter la polémique autour des propos de John Lennon sur Jésus-Christ, à l'aube d'une tournée américaine qui s'annonce agitée.

### La dernière tournée

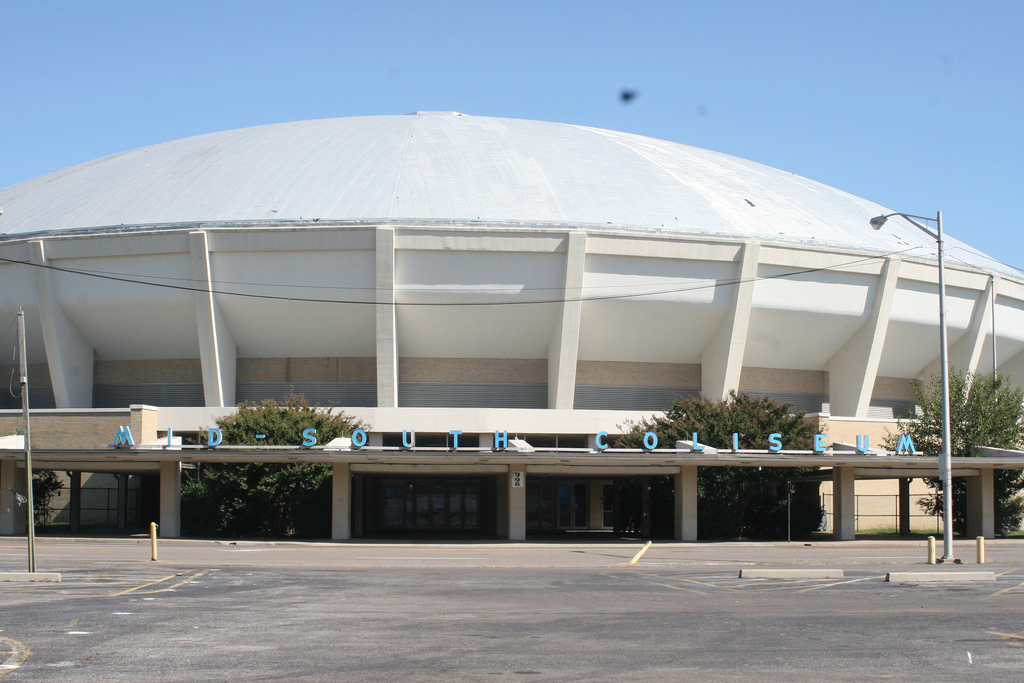
Le Mid-South Coliseum de Memphis a vu les Beatles attaqués par un jet de pétard à la suite des déclarations de Lennon.

Aux États-Unis le groupe doit se produire dans plusieurs grands stades et importantes salles de concert. Pour Brian Epstein, la situation est risquée et il faut rapidement agir pour éviter de reproduire le désastre de Manille. Il réussit à obtenir de Maureen Cleave qu'elle ne se prononce pas sur les événements, pour ne pas ajouter au débat, et tente de convaincre Lennon de faire des excuses publiques.
La chose est difficile, comme l'explique Ringo Starr : « John ne voulait pas s'excuser parce qu'il n'avait pas dit ce qu'on lui avait fait dire. Mais ce qui se passait tout autour de nous devenait trop violent et Brian lui a demandé et a insisté pour qu'il parle et, en fin de compte, John a compris qu'il fallait qu'il se montre et le fasse. » Tandis que George Harrison tente de désamorcer l'affaire avec une pointe d'humour — « Il faut bien qu'ils achètent nos disques avant de les brûler ! » —, John Lennon se rend à l'évidence : « Ils ont commencé à brûler nos disques ! C'est un vrai choc. Je suis conscient que je viens de provoquer un peu de haine dans le monde. Je dois donc m'excuser. »
Après une première déclaration d'Epstein en conférence de presse à New York, Lennon prend lui-même la parole avant de quitter le sol anglais. À une journaliste qui lui demande s'il appréhende le voyage, il répond : « Ça m'inquiète. Mais j'espère que tout est bien qui finira bien, comme on dit. » De façon plus discrète, cependant, il avoue être « mort de trouille » et avoir voulu annuler la tournée.
Arrivés aux États-Unis, les Beatles comprennent que la situation n'est pas calmée : le Ku Klux Klan va jusqu'à émettre des menaces. C'est un Lennon totalement désemparé qui donne une conférence de presse le 11 août à l'Astor Towers Hotel de Chicago, ville où a lieu le lendemain leur premier concert. Après avoir expliqué le sens réel de ses propos, il conclut en déclarant : « Les gens pensent que je suis contre la religion, mais ce n'est pas vrai. Je suis un gars tout ce qu'il y a de pieux… » Puis il ajoute : « Je suppose que si j'avais dit que la télévision est plus populaire que le Christ, je m'en serais tiré sans dommages. Je ne suis pas anti-Dieu, anti-Christ ou anti-religion. Je n'étais pas en train de taper dessus ou de la déprécier. J'exposais juste un fait, et c'est plus vrai pour l'Angleterre qu'ici. Je ne dis pas que nous sommes meilleurs, ou plus grands, je ne nous compare pas à Jésus-Christ en tant que personne, ou à Dieu en tant qu'entité ou quoi qu'il soit. J'ai juste dit ce que j'ai dit et j'ai eu tort. Ou cela a été pris à tort. Je suis désolé d'avoir ouvert ma gueule. »
Si cette déclaration entraîne une accalmie dans la presse, ce n'est pas le cas dans les États de la Bible Belt. La venue du groupe y est accompagnée d'un important dispositif de sécurité : voitures blindées, leurres, arrivées dans des lieux isolés des aéroports pour éviter les tirs de snipers, et souvent de nuit. Malgré cela, plusieurs impacts de balle sont retrouvés dans le fuselage de leur avion. Un membre du Ku Klux Klan déclare ouvertement à la télévision qu'il y aura des « surprises » pour le groupe durant un concert à Memphis le 19 août. La surprise promise se révèle inoffensive, mais effrayante, comme le raconte par la suite Lennon : « Une nuit, pendant un concert quelque part dans le Sud, quelqu'un a lancé un pétard sur la scène. On avait menacé de nous abattre, le Klan brûlait les disques des Beatles à l'extérieur et un tas de mômes aux cheveux en brosse se ralliaient à lui. Quelqu'un a lancé un pétard et on s'est tous regardés parce que chacun de nous a cru qu'un des autres s'était fait tirer dessus. Une ambiance épouvantable ! »
Cet élément conforte un avis déjà bien ancré pour le groupe, en particulier pour Lennon : les Beatles ne sont plus un groupe de scène et doivent arrêter les tournées. Se produire pour un public qui vient plus pour hurler que pour écouter la musique — Lennon va jusqu'à parler de « foutus rites tribaux » et d'« exhibition de monstres » — ne satisfait plus aucun des Beatles. Par ailleurs, la musique du groupe évolue avec de plus en plus d'innovations sonores en studio,  impossibles à recréer en direct, chaque membre jouant en outre de plusieurs instruments.
Bien que la chose ne soit jamais officialisée, le concert de Candlestick Park à San Francisco, le 29 août 1966, est donc le dernier de la carrière des Beatles — si l'on excepte le concert privé donné sur le toit des bureaux d'Apple à Londres, le 30 janvier 1969. Pour Lennon, l'« affaire Jésus » est un déclencheur : « Je ne voulais plus tourner, surtout après avoir été accusé d'avoir crucifié Jésus, alors que je n'avais rien fait d'autre qu'une remarque désinvolte, et après avoir dû endurer le Klan à l'extérieur et les pétards à l'intérieur. Je ne pouvais pas en supporter plus. »

## Postérité

### Retours de Lennon sur le sujet

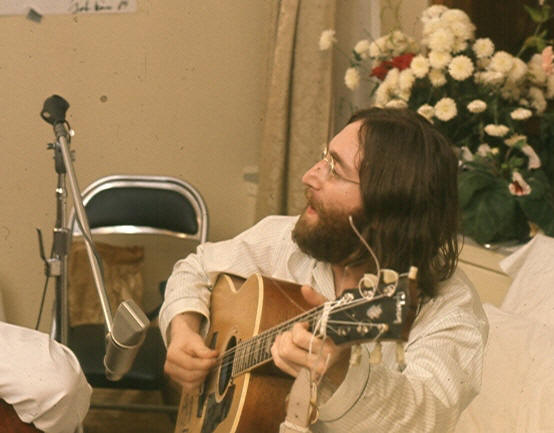
À l'occasion de ses Bed-ins for Peace en 1969, Lennon a déclaré chercher à moderniser le message du Christ.

À la fin des années 1960, poussé par son mariage avec Yoko Ono et la naissance de ses engagements politiques, Lennon parle à nouveau de Jésus-Christ et de la religion, souvent de façon volontairement provocatrice.
Au cours de ses Bed-ins for Peace tout d'abord, il se revendique comme un héritier des méthodes du Christ : « Nous essayons de moderniser le message du Christ. Qu'aurait-il fait s'il y avait eu la publicité, les disques, les films, la télévision et les journaux ? Le Christ réalisait des miracles pour transmettre son message. Eh bien, le miracle, aujourd'hui, c'est la communication. Alors utilisons-la. »
Quelques semaines plus tard, lorsqu'il enregistre The Ballad of John and Yoko, il y glisse un pied de nez envers tous ceux qui l'avaient attaqué en 1966 en s'adressant directement à Jésus : « Christ, tu sais que ce n'est pas facile. Tu sais à quel point ça peut être dur. Au train où vont les choses, ils vont me crucifier ! »
Dans sa carrière solo, Lennon revient également à plusieurs reprises sur son rapport à la religion. En 1970, dans un album très personnel et introspectif, John Lennon/Plastic Ono Band, il compose la chanson God, qu'il commence en expliquant que « Dieu est un concept par lequel nous mesurons notre douleur ». Cette chanson continue avec une phrase encore plus forte du chanteur, qui considère ne plus croire qu'en « Yoko et [lui] ».
Il en va de même avec la chanson la plus célèbre de Lennon, Imagine, appelée à toucher des millions de personnes. Le chanteur y appelle en effet à imaginer un monde sans guerres, sans avarice, mais surtout sans paradis ou enfer, et même sans religion. Pourtant, comme il le redira en 1980 dans une interview au magazine Playboy, sa foi et son éducation chrétienne n'ont pas totalement disparu : « Je suis quelqu'un de très religieux. Je comprends seulement maintenant certaines des choses que le Christ a dites dans ses paraboles. »
Toute sa vie le rapport de Lennon à la religion reste plein d'ambiguïtés. Adepte des valeurs pacifiques du christianisme, du bouddhisme ou de la méditation transcendantale, il se montre en revanche très critique sur les croyances qui leur sont associées ; c'est notamment le cas dans la chanson Sexy Sadie sur Maharishi Mahesh Yogi. Ce mélange de critique et d'indulgence peut aussi rappeler dans le monde francophone les postures de Georges Brassens ou Jacques Brel, voire de Renaud, dans leurs chansons.

### Suites de la polémique
Le 8 décembre 1980, John Lennon est assassiné à New York par Mark David Chapman. Si les raisons de son acte sont peu claires, un des motifs évoqués est la citation de Lennon sur Jésus-Christ. L'assassin, fervent chrétien devenu born again en 1970, l'aurait ressentie comme un blasphème. Il aurait été de surcroît particulièrement outré par les paroles de la chanson God.
Il est également souvent considéré que Chapman a surtout mal perçu le changement de vie de Lennon à la fin des années 1970. Il aurait ressenti comme une trahison qu'il vive dans un appartement de luxe du Dakota Building alors qu'il chantait dans Imagine qu'il fallait un monde sans possessions. À ce propos Chapman avait changé les paroles de la chanson, fredonnant « Imagine John Lennon dead ».
La réponse officielle de l'Église catholique ne vient que beaucoup plus tard. Pour le quarantième anniversaire de l'album blanc des Beatles en 2008, L'Osservatore Romano, organe officiel du Vatican, explique les propos de Lennon de la manière suivante : « C'était un jeune Anglais de la classe ouvrière confronté à un problème inattendu. Ses propos ont dépassé sa pensée. » Deux ans plus tard, pour les quarante ans de la séparation du groupe, le même journal annonce en première page avoir totalement pardonné au groupe, qu'il qualifie de « joyau précieux », tout en précisant qu'il a « pu tenir des propos sataniques ».
Ce pardon, intervenant à un moment où l'Église catholique souffre d'un fort scandale concernant des prêtres pédophiles, n'est pas du goût de Ringo Starr qui rétorque dans une interview pour la promotion de son album Y Not en 2010 : « Le Vatican n'a-t-il pas dit que nous étions sataniques ou peut-être sataniques… et ils nous ont tout de même pardonné ? Je pense que le Vatican, il y a plus à dire sur eux que sur les Beatles. »